# XFire (Framework)
XFire ist ein SOAP-Webservice-Framework, das als effiziente Alternative zu dem in der Version 1.x mit XML-DOM arbeitenden Apache Axis entwickelt wurde. Neben dem Ziel, durch die Verwendung von StAX eine gute Performance zu erreichen, sind die weiteren Designziele bei der Entwicklung Flexibilität durch diverse Plug-In-Mechanismen, intuitive Bedienung der API und Kompatibilität zu gängigen Standards gewesen. Insbesondere eignet sich XFire sehr gut für die Integration in Projekte, die auf dem Spring Framework basieren.
XFire enthält Unterstützung für JBI, JSR 181, JAXB, die Möglichkeit zur Code-Generierung aus WSDL und umgekehrt. Nicht unterstützt werden hingegen zum Beispiel JAX-RPC und RPC-Encoding allgemein, sowie der WSDL-2.0-Standard.
Für die Verwendung des Framework gibt es zwei Möglichkeiten: Einerseits können POJOs programmiert und über einen XML-Descriptor als Webservice angeboten werden. Die andere Variante ist die Verwendung der XFire API zur Verarbeitung von SOAP-Messages. Die Verwendung der API ist insbesondere für das Schreiben von Testfällen eine interessante Variante. Intern verwendet XFire das Spring Framework und XBeans aus dem Apache-Geronimo-Projekt. Für das Mapping von Java-Objekten nach XML wird standardmäßig AEGIS verwendet, alternativ kann für diesen Zweck aber auch JAXB 2.0, XMLBeans oder Castor benutzt werden.
XFire wird nicht mehr weiter entwickelt, als offizieller Nachfolger gilt Apache CXF.